# Chorrillos (distrito)

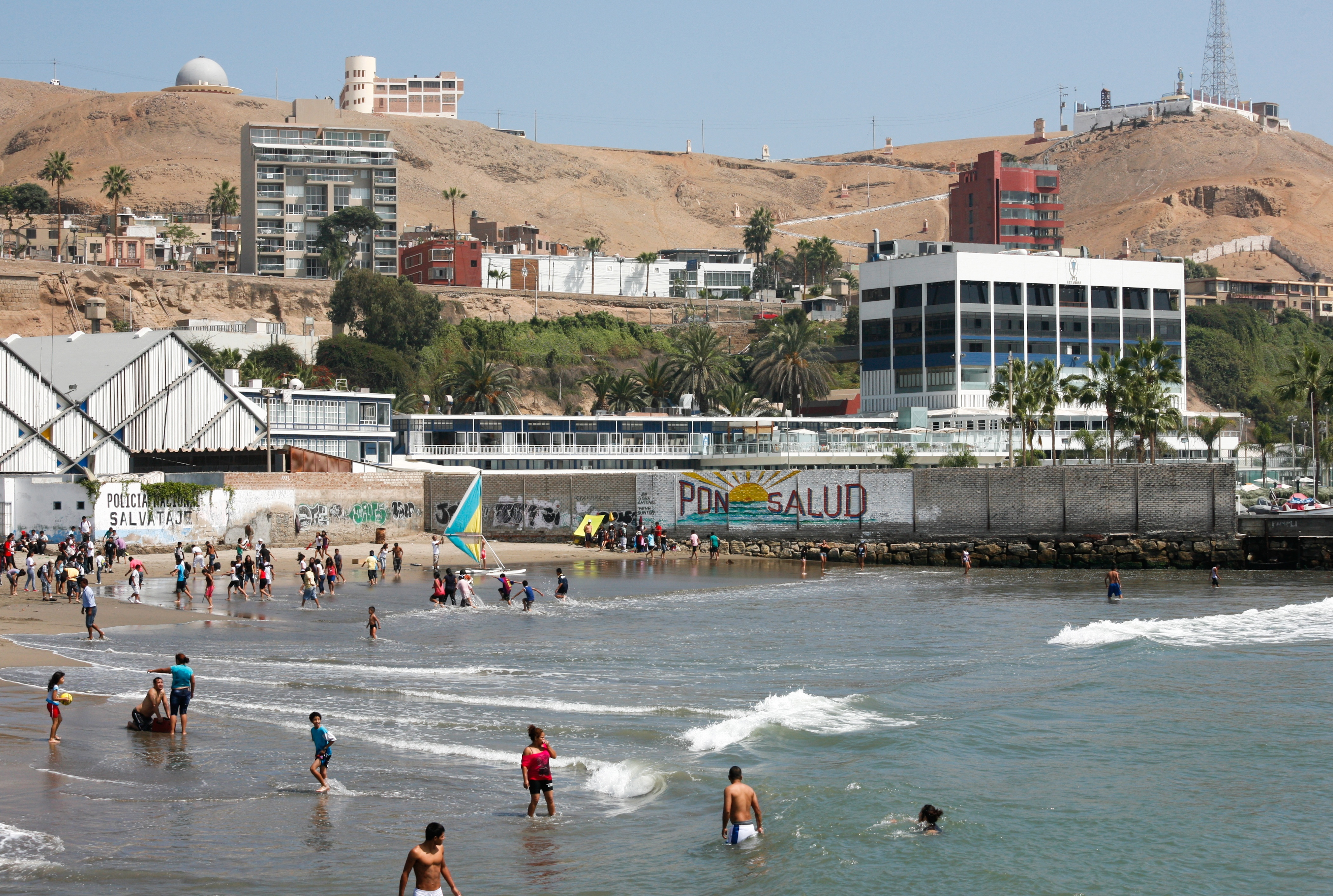
Imagem sobre a praia de chorrillos e da colina de chorrillos (ao fundo)

O distrito de Chorrillos é um dos quarenta e três distritos que formam a Província de Lima, pertencente a Região Lima, na zona central do Peru.
Prefeito: Augusto Miyashiro Ushikubo  (2019-2022)

## Transporte
O distrito de Chorrillos é servido pela seguinte rodovia:
- PE-1S, que liga o distrito de Lima (Província de Lima à cidade de Tacna (Região de Tacna - Posto La Concordia (Fronteira Chile-Peru) - e a rodovia chilena Ruta CH-5 (Rodovia Pan-Americana)[1][2]